# Polens damlandslag i volleyboll
Polens damlandslag i volleyboll (polska: Reprezentacja Polski w piłce siatkowej kobiet) representerar Polen i volleyboll på damsidan. Laget blev Europamästarinnor 2003. och 2005.
Laget har även tagit silver i världsmästerskapet 1952. samt olympiskt silver 1964 och olympiskt silver 1968.

## Historia

### 2022–
I januari 2022 tog italienaren Stefano Lavarini över som förbundskapten för Polens landslag. Vid Volleyball Nations League 2022 presterade det polska laget sitt sämsta resultat genom tiderna och slutade på 13:e plats med fyra vinster och åtta förluster. Därefter vid VM 2022 som hölls i Nederländerna och Polen presterade Polen desto bättre och tog sig kvartsfinal för första gången på 60 år och slutade på totalt 7:e plats.

### Fotnoter
1. ↑  ”1949 Senior European Championships” (på engelska). Confédération Européenne de Volleyball. https://www-old.cev.eu/Competition-Area/competition.aspx?ID=293&PID=616. Läst 27 februari 2023.
2. ↑  ”1950 Senior European Championships” (på engelska). Confédération Européenne de Volleyball. https://www-old.cev.eu/Competition-Area/competition.aspx?ID=294&PID=617. Läst 27 februari 2023.
3. ↑  ”1951 Senior European Championships” (på engelska). Confédération Européenne de Volleyball. https://www-old.cev.eu/Competition-Area/competition.aspx?ID=295&PID=618. Läst 27 februari 2023.
4. ↑  Todor Krastev. ”Women Volleyball I World Championship 1952 Moskva (URS) - 17-29.08 Dinamo Stadium - Winner Soviet Union” (på engelska). http://www.todor66.com/volleyball/World/Women_1952.html. Läst 29 juni 2024.
5. ↑  ”Volleyball - Women's World Championship 1952 - Calendar & Results” (på engelska). Les-Sports.info. https://www.the-sports.org/volleyball-1952-women-s-world-championship-epr22660.html. Läst 29 juni 2024.
6. ↑  ”1955 Senior European Championships” (på engelska). Confédération Européenne de Volleyball. https://www-old.cev.eu/Competition-Area/competition.aspx?ID=296&PID=619. Läst 27 februari 2023.
7. ↑  Todor Krastev. ”Women Volleyball II World Championship 1956 Paris (FRA) 30.08-12.09 Winner Soviet Union” (på engelska). http://www.todor66.com/volleyball/World/Women_1956.html. Läst 29 juni 2024.
8. ↑  ”Volleyball - Women's World Championship 1956 - Calendar & Results” (på engelska). Les-Sports.info. https://www.the-sports.org/volleyball-1956-women-s-world-championship-epr22662.html. Läst 29 juni 2024.
9. ↑  ”1958 Senior European Championships” (på engelska). Confédération Européenne de Volleyball. https://www-old.cev.eu/Competition-Area/competition.aspx?ID=297&PID=620. Läst 27 februari 2023.
10. ↑  Todor Krastev. ”Women Volleyball III World Championship 1960 Rio de Janeiro (BRA) 28.10-15.11 Winner Soviet Union” (på engelska). http://www.todor66.com/volleyball/World/Women_1960.html. Läst 29 juni 2024.
11. ↑  ”Volleyball - Women's World Championship 1960 - Calendar & Results” (på engelska). Les-Sports.info. https://www.the-sports.org/volleyball-1960-women-s-world-championship-epr22670.html. Läst 29 juni 2024.
12. ↑  Todor Krastev. ”Women Volleyball IV World Championship 1962 Moscow (URS) 13-25.10 Winner Japan” (på engelska). http://www.todor66.com/volleyball/World/Women_1962.html. Läst 29 juni 2024.
13. ↑  ”Volleyball - Women's World Championship 1962 - Calendar & Results” (på engelska). Les-Sports.info. https://www.the-sports.org/volleyball-1962-women-s-world-championship-epr22676.html. Läst 29 juni 2024.
14. ↑  ”1963 Senior European Championships” (på engelska). Confédération Européenne de Volleyball. https://www-old.cev.eu/Competition-Area/competition.aspx?ID=298&PID=621. Läst 27 februari 2023.
15. ↑  ”Olympedia”. https://www.olympedia.org/results/37048.
16. ↑  ”1967 Senior European Championships” (på engelska). Confédération Européenne de Volleyball. https://www-old.cev.eu/Competition-Area/competition.aspx?ID=299&PID=622. Läst 26 februari 2023.
17. ↑  ”Olympedia”. https://www.olympedia.org/results/37114.
18. ↑  ”1971 Senior European Championships” (på engelska). Confédération Européenne de Volleyball. https://www-old.cev.eu/Competition-Area/competition.aspx?ID=300&PID=623. Läst 26 februari 2023.
19. ↑  ”1974/1975 Senior European Championships” (på engelska). Confédération Européenne de Volleyball. https://www-old.cev.eu/Competition-Area/competition.aspx?ID=301&PID=624. Läst 26 februari 2023.
20. ↑  ”1976/1977 Senior European Championships” (på engelska). Confédération Européenne de Volleyball. https://www-old.cev.eu/Competition-Area/competition.aspx?ID=302&PID=626. Läst 26 februari 2023.
21. ↑  ”1978/1979 Senior European Championships” (på engelska). Confédération Européenne de Volleyball. https://www-old.cev.eu/Competition-Area/competition.aspx?ID=303&PID=627. Läst 26 februari 2023.
22. ↑  ”1980/1981 Senior European Championships” (på engelska). Confédération Européenne de Volleyball. https://www-old.cev.eu/Competition-Area/competition.aspx?ID=304&PID=628. Läst 26 februari 2023.
23. ↑  ”1982/1983 Senior European Championships” (på engelska). Confédération Européenne de Volleyball. https://www-old.cev.eu/Competition-Area/competition.aspx?ID=305&PID=629. Läst 26 februari 2023.
24. ↑  ”1984/1985 Senior European Championships” (på engelska). Confédération Européenne de Volleyball. https://www-old.cev.eu/Competition-Area/competition.aspx?ID=306&PID=630. Läst 26 februari 2023.
25. ↑  ”1986/1987 Senior European Championships” (på engelska). Confédération Européenne de Volleyball. https://www-old.cev.eu/Competition-Area/competition.aspx?ID=307&PID=632. Läst 26 februari 2023.
26. ↑  ”1988/1989 Senior European Championships” (på engelska). Confédération Européenne de Volleyball. https://www-old.cev.eu/Competition-Area/competition.aspx?ID=308&PID=634. Läst 26 februari 2023.
27. ↑  ”1990/1991 Senior European Championships” (på engelska). Confédération Européenne de Volleyball. https://www-old.cev.eu/Competition-Area/competition.aspx?ID=292&PID=615. Läst 26 februari 2023.
28. 1 2 3 4 5 6 7 8  Veronika Čuňočková. ”Projekt športovej akcie nadregionálneho významu” (på tjeckiska). https://is.muni.cz/th/d1vbk/Cunockova_DP.pdf. Läst 12 november 2023.
29. ↑  ”1994/1995 Senior European Championships” (på engelska). Confédération Européenne de Volleyball. https://www-old.cev.eu/Competition-Area/CompetitionStandings.aspx?ID=310. Läst 26 februari 2023.
30. ↑  ”1996/1997 Senior European Championships” (på engelska). Confédération Européenne de Volleyball. https://www-old.cev.eu/Competition-Area/CompetitionStandings.aspx?ID=364. Läst 26 februari 2023.
31. ↑  ”1998/1999 Senior European Championships” (på engelska). Confédération Européenne de Volleyball. https://www-old.cev.eu/Competition-Area/CompetitionView.aspx?ID=41. Läst 26 februari 2023.
32. ↑  ”2000/2001 Senior European Championships” (på engelska). Confédération Européenne de Volleyball. https://www-old.cev.eu/Competition-Area/competition.aspx?ID=51&PID=-2. Läst 26 februari 2023.
33. ↑  ”Women's World Championship 2002 - Final Standings” (på engelska). Fédération Internationale de Volleyball. http://www.fivb.org/En/Volleyball/Competitions/WorldChampionships/Women/2002/Standings/Final_Standings.asp. Läst 2 mars 2023.
34. ↑  ”2002/2003 Senior European Championships” (på engelska). Confédération Européenne de Volleyball. https://www-old.cev.eu/Competition-Area/competition.aspx?ID=102&PID=-2. Läst 26 februari 2023.
35. ↑  ”WOMEN WORLD CUP 2003” (på engelska). Fédération Internationale de Volleyball. http://www.fivb.org/EN/volleyball/Competitions/WorldCup/2003/women2/standings/standings.asp?sm=54. Läst 26 februari 2023.
36. 1 2 3 4 5  ”Vorherige Rankings - Montreux Volley Masters 2019” (på tyska). Montreux Volley Masters. http://www.volleymasters.ch/de/history/ranking. Läst 7 mars 2023.
37. ↑  ”2004/2005 European Championships” (på engelska). Confédération Européenne de Volleyball. https://www-old.cev.eu/Competition-Area/competition.aspx?ID=144&PID=-2. Läst 24 oktober 2022.
38. ↑  ”FIVB Women's World Championship Japan 2006 - Final standings” (på engelska). Fédération Internationale de Volleyball. http://www.fivb.org/EN/volleyball/competitions/WorldChampionships/women/2006/Standings/Finals.asp. Läst 2 mars 2023.
39. ↑  ”2006/2007 European Championships” (på engelska). Confédération Européenne de Volleyball. https://www-old.cev.eu/Competition-Area/competition.aspx?ID=197&PID=-2. Läst 24 oktober 2022.
40. ↑  ”FIVB Women's World Cup 2007” (på engelska). Fédération Internationale de Volleyball. http://www.fivb.org/EN/volleyball/competitions/WorldCup/2007/Women/Standings/Standings.asp. Läst 26 februari 2023.
41. ↑  ”Standings” (på engelska). Fédération Internationale de Volleyball. http://www.fivb.org/EN/volleyball/competitions/WorldGrandPrix/2008/Standings/finals.asp?sm=40. Läst 29 juni 2024.
42. ↑  ”Olympedia”. https://www.olympedia.org/results/262873.
43. ↑  ”2009 European Championships” (på engelska). Confédération Européenne de Volleyball. https://www-old.cev.eu/Competition-Area/competition.aspx?ID=388&PID=-2. Läst 24 oktober 2022.
44. ↑  ”2010 FIVB Women's World Championship  -  Japan” (på engelska). Fédération Internationale de Volleyball. http://www.fivb.org/EN/Volleyball/Competitions/WorldChampionships/2010/Women/FinalStanding.asp?Tourn=MWCH2010. Läst 2 mars 2023.
45. ↑  ”2011 CEV Volleyball European Championship” (på engelska). Confédération Européenne de Volleyball. https://www-old.cev.eu/Competition-Area/competition.aspx?ID=15&PID=-2. Läst 24 oktober 2022.
46. ↑  ”FIVB Volleyball World Grand Prix 2012” (på engelska). Fédération Internationale de Volleyball. http://www.fivb.org/EN/volleyball/competitions/WorldGrandPrix/2012/FinalStanding.asp. Läst 18 mars 2024.
47. ↑  ”FIVB Volleyball World Grand Prix 2013  -  Final standing” (på engelska). Fédération Internationale de Volleyball. http://www.fivb.org/EN/volleyball/competitions/WorldGrandPrix/2013/finalstanding.asp. Läst 18 mars 2024.
48. ↑  ”2013 CEV Volleyball European Championship” (på engelska). Confédération Européenne de Volleyball. https://www-old.cev.eu/Competition-Area/competition.aspx?ID=560&PID=-2. Läst 13 oktober 2022.
49. ↑  ”2014 CEV Volleyball European League - Women” (på engelska). Confédération Européenne de Volleyball. https://www-old.cev.eu/Competition-Area/competition.aspx?ID=706&PID=-2. Läst 21 mars 2023.
50. ↑  ”FIVB Volleyball World Grand Prix 2014 -  Final standing - Group 2” (på engelska). Fédération Internationale de Volleyball. http://www.fivb.org/EN/volleyball/competitions/WorldGrandPrix/2014/FinalStanding2.asp. Läst 29 juni 2024.
51. ↑  ”Baku 2015 European Games - Women” (på engelska). Confédération Européenne de Volleyball. https://www-old.cev.eu/Competition-Area/Competition.aspx?ID=760&PID=-2. Läst 29 juni 2024.
52. ↑  ”Tournament Standing - FIVB World Grand Prix 2015” (på engelska). Fédération Internationale de Volleyball. http://worldgrandprix.2015.fivb.com/en/finals-2/competition/final-standing. Läst 16 januari 2024.
53. ↑  ”2015 CEV Volleyball European League - Women” (på engelska). Confédération Européenne de Volleyball. https://www-old.cev.eu/Competition-Area/competition.aspx?ID=815&PID=-2. Läst 21 mars 2023.
54. ↑  ”2015 CEV Volleyball European Championship - Women” (på engelska). Confédération Européenne de Volleyball. https://www-old.cev.eu/Competition-Area/competition.aspx?ID=701&PID=-2. Läst 13 oktober 2022.
55. ↑  ”2016 CEV Volleyball European League - Women” (på engelska). Confédération Européenne de Volleyball. https://www-old.cev.eu/Competition-Area/competition.aspx?ID=940&PID=-2. Läst 21 mars 2023.
56. ↑  ”FIVB World Grand Prix 2016” (på engelska). Fédération Internationale de Volleyball. http://worldgrandprix.2016.fivb.com/en. Läst 7 mars 2023.
57. ↑  ”FIVB World Grand Prix 2017” (på engelska). Fédération Internationale de Volleyball. http://worldgrandprix.2017.fivb.com/en. Läst 7 mars 2023.
58. ↑  ”2017 CEV Volleyball European Championship - Women” (på engelska). Confédération Européenne de Volleyball. https://www-old.cev.eu/Competition-Area/competition.aspx?ID=841&PID=-2. Läst 13 oktober 2022.
59. ↑  ”FIVB Volleyball Nations League 2018” (på engelska). Volleyball World. https://en.volleyballworld.com/en/vnl/2018#navwvnl2018. Läst 7 mars 2023.
60. ↑  ”Tournament Standing - Montreux Volley Masters 2018” (på engelska). Montreux Volley Masters. 9 december 2018. https://web.archive.org/web/20181209231807/http://www.volleymasters.ch/en/competition/final-standing. Läst 29 juni 2024.
61. ↑  ”Tournament Standing - Montreux Volley Masters 2019” (på engelska). Montreux Volley Masters. 5 november 2020. https://web.archive.org/web/20201105074641/http://www.volleymasters.ch/en/competition/final-standing. Läst 29 juni 2024.
62. ↑  ”Final Standing” (på engelska). Fédération Internationale de Volleyball. https://en.volleyballworld.com/en/vnl/2019/womensfinals/competition/finalstanding. Läst 31 augusti 2022.
63. ↑  ”CEV EuroVolley 2019  -  Women” (på engelska). Confédération Européenne de Volleyball. https://www-old.cev.eu/Competition-Area/competition.aspx?ID=1053&PID=-2. Läst 10 september 2022.
64. ↑  ”CEV EuroVolley 2021  -  Women” (på engelska). Confédération Européenne de Volleyball. https://www-old.cev.eu/Competition-Area/competition.aspx?ID=1248&PID=-2. Läst 16 april 2022.
65. ↑  ”Final Standings” (på engelska). Fédération Internationale de Volleyball. https://en.volleyballworld.com/volleyball/competitions/vnl-2022/final-standings/women/. Läst 31 augusti 2022.
66. ↑  ”Final standings” (på engelska). Fédération Internationale de Volleyball. https://en.volleyballworld.com/volleyball/competitions/women-worldchampionship-2022/standings/#round-f. Läst 15 oktober 2022.
67. ↑  volleyballworld.com. ”VNL 2023 - Women's standings.” (på engelska). https://en.volleyballworld.com/volleyball/competitions/vnl-2023/standings/women/. Läst 26 juli 2023.
68. ↑  ”Women  -  EuroVolley” (på engelska). Confédération Européenne de Volleyball. https://eurovolley.cev.eu/en/2023/women/#final-standing. Läst 10 september 2023.
69. ↑  volleyballworld.com. ”VNL 2024 - Women's standings.” (på engelska). https://en.volleyballworld.com/volleyball/competitions/volleyball-nations-league/standings/women/#round-f. Läst 24 juni 2024.
70. ↑  ”Volleyball Olympic Games Paris 2024 - Women's standings.” (på engelska). Volleyball World. https://en.volleyballworld.com/volleyball/competitions/volleyball-olympic-games-paris-2024/standings/women/#round-f. Läst 12 augusti 2024.
71. ↑  Todor Krastev (21 mars 2003). ”Women Volleyball XXIII European Championship 2003 Ankara (TUR) - 20-28.09 Winner Poland” (på engelska). Sport Statistics. Arkiverad från originalet den 22 juni 2015. https://web.archive.org/web/20150622142845/http://todor66.com/volleyball/Europe/Women_2003.html. Läst 26 juni 2015.
72. ↑  Todor Krastev (21 mars 2005). ”Women Volleyball XXIV European Championship 2005 Zagreb,Pula (CRO) 17-25.09 - Winner Poland” (på engelska). Sport Statistics. Arkiverad från originalet den 22 juni 2015. https://web.archive.org/web/20150622152745/http://todor66.com/volleyball/Europe/Women_2005.html. Läst 26 juni 2015.
73. ↑  Todor Krastev (21 mars 1952). ”Men Volleyball II World Championship 1952 Moscow (URS) - 17-29.08 Dinamo Stadium” (på engelska). Sport Statistics. Arkiverad från originalet den 16 november 2015. https://web.archive.org/web/20151116061959/http://todor66.com/volleyball/World/Men_1952.html. Läst 26 juni 2015.
74. ↑  Todor Krastev (21 mars 1964). ”Women Volleyball XVIII Olympic Games 1964 Tokyo (JPN) - 11-23.10 Winner Japan” (på engelska). Sport Statistics. Arkiverad från originalet den 26 juni 2015. https://web.archive.org/web/20150626174946/http://todor66.com/volleyball/Olympics/Women_1964.html. Läst 26 juni 2015.
75. ↑  Todor Krastev (21 mars 1968). ”Women Volleyball XIX Olympic Games 1968 Mexico City (MEX) - 13-26.10 Winner Soviet Union” (på engelska). Sport Statistics. Arkiverad från originalet den 24 oktober 2016. https://web.archive.org/web/20161024145939/http://www.todor66.com/volleyball/Olympics/Women_1968.html. Läst 26 juni 2015.
76. ↑  ”Oficjalnie: polskie siatkarki mają nowego trenera” (på polska). sportowefakty.wp.pl. 12 januari 2022. https://sportowefakty.wp.pl/siatkowka/979703/oficjalnie-polskie-siatkarki-maja-nowego-trenera. Läst 23 oktober 2022.
77. ↑  ”Wstyd. Tak wygląda tabela Ligi Narodów po ostatnim meczu Polski. Najgorzej w historii” (på polska). sport.pl. 3 juli 2022. https://www.sport.pl/siatkowka/7,64948,28650617,wstyd-tak-wyglada-tabela-ligi-narodow-po-ostatnim-meczu-polski.html. Läst 23 oktober 2022.
78. ↑  ”A jednak. Zobacz końcowe miejsce Polek na MŚ” (på polska). sportowefakty.wp.pl. 12 oktober 2022. https://sportowefakty.wp.pl/siatkowka/1025535/nie-byly-najgorszym-zespolem-w-cwiercfinale-sprawdz-koncowe-miejsce-reprezentacj. Läst 23 oktober 2022.